# 1938-as norvég labdarúgókupa
A 1938-as norvég labdarúgókupa a Norvég labdarúgókupa 37. szezonja volt. A címvédő a Mjøndalen csapata volt. A kupában minden olyan csapat részt vehetett, amely tagja a Norvég labdarúgó-szövetségnek, kivéve az észak-norvégiai klubokat. A tornát a Fredrikstad nyerte meg, a kupa történetében negyedjére.

## Első kör
| 1. csapat           | Eredmény   | 2. csapat     |
| ------------------- | ---------- | ------------- |
| Askim               | 1–5        | Mjøndalen     |
| Berger              | 0–8        | Skeid         |
| Brage               | 3–5        | Nordlandet    |
| Brann               | 4–0        | Minde         |
| Briskebyen          | 1–2        | Moss          |
| Brodd               | 1–2 (h.u.) | Hardy         |
| Clausenengen        | 5–3        | Orkanger      |
| Djerv 1919          | 0–7        | Stavanger     |
| Donn                | 0–1 (h.u.) | Skotfoss      |
| Drafn               | 1–1 (h.u.) | Skiens Grane  |
| Eidsvold            | 0–3        | Torp          |
| Flekkefjord         | 3–2        | Egersund      |
| Fredensborg         | 0–3        | Raufoss       |
| Fremad Lillehammer  | 1–5        | Braatt        |
| Frigg Oslo          | 5–2        | Hamar         |
| Gimsøy              | 0–1        | Sarpsborg     |
| Gleng               | 1–3        | Strong        |
| Grane               | 1–0        | Drammen       |
| Halsen              | 2–1        | Kvik Halden   |
| Jevnaker            | 6–1        | Vang          |
| Kjelsås             | 2–1        | Borg          |
| Kvik                | 7–1        | Sverre        |
| Larvik Turn         | 6–0        | Kragerø       |
| Lillestrøm          | 3–0        | Kapp          |
| Lisleby             | 1–0        | Mercantile    |
| Liv                 | 1–1 (h.u.) | Tønsberg Turn |
| Moelven             | 0–9        | Nydalen       |
| Nessegutten         | 0–2        | Rosenborg     |
| Odd                 | 5–2        | Sundjordet    |
| Pallas              | 0–2        | Vard          |
| Pors                | 6–1        | Hafslund      |
| Ranheim             | 3–2 (h.u.) | National      |
| Rollon              | 3–1        | Molde         |
| Selbak              | 2–2 (h.u.) | Strømsgodset  |
| Skreia              | 0–5        | Gjøa          |
| Snøgg               | 1–2        | Speed         |
| Steinkjer           | 10–1       | Tempo         |
| Storm               | 2–0        | Haga          |
| Tistedalen          | 0–1        | Skiold        |
| Tønsberg-Kameratene | 3–3 (h.u.) | Vigør         |
| Sandnes Ulf         | 1–1 (h.u.) | Start         |
| Urædd               | 5–4        | Eiker         |
| Vardal              | 2–6        | Geithus       |
| Veblungsnes         | 2–1        | Aalesund      |
| Viggo               | 0–3        | Jarl          |
| Vålerengen          | 7–2        | Skien         |
| Ørn Horten          | 4–2        | Strømmen      |
| Ålgård              | 4–1        | Årstad        |
| Újrajátszás         |            |               |
| Drafn               | 1–1 (h.u.) | Skiens Grane  |
| Liv                 | 0–1        | Tønsberg Turn |
| Selbak              | 2–0        | Strømsgodset  |
| Tønsberg-Kameratene | 1–4        | Vigør         |
| Sandnes Ulf         | 1–0        | Start         |
| 2. újrajátszás      |            |               |
| Drafn               | 2–1        | Skiens Grane  |

A Fredrikstad, a Lyn, a Djerv, a Kristiansund, a Gjøvik-Lyn, a Fram Larvik, a Viking és a Neset csapata mérkőzés nélkül továbbjutott.

## Második kör
| 1. csapat     | Eredmény   | 2. csapat    |
| ------------- | ---------- | ------------ |
| Braatt        | 0–2        | Kjelsås      |
| Fram Larvik   | 3–1        | Selbak       |
| Geithus       | 0–2        | Ørn Horten   |
| Gjøa          | 0–2        | Storm        |
| Gjøvik-Lyn    | 2–4        | Frigg Oslo   |
| Hardy         | 2–2 (h.u.) | Sandnes Ulf  |
| Jarl          | 0–1        | Brann        |
| Kvik          | 2–4        | Veblungsnes  |
| Mjøndalen     | 3–1        | Grane        |
| Moss          | 3–0        | Halsen       |
| Nordlandet    | 1–2        | Neset        |
| Nydalen       | 3–2 (h.u.) | Ranheim      |
| Pors          | 3–0        | Drafn        |
| Raufoss       | 2–3        | Jevnaker     |
| Rollon        | 0–1        | Speed        |
| Rosenborg     | 1–2        | Steinkjer    |
| Sarpsborg     | 1–3        | Lillestrøm   |
| Skeid         | 4–0        | Lisleby      |
| Skiold        | 0–1        | Larvik Turn  |
| Skotfoss      | 1–3 (h.u.) | Vålerengen   |
| Stavanger     | 3–5        | Flekkefjord  |
| Strong        | 6–0        | Clausenengen |
| Torp          | 2–4        | Urædd        |
| Tønsberg Turn | 0–4        | Odd          |
| Vard          | 0–1        | Viking       |
| Vigør         | 2–0 (h.u.) | Ålgård       |
| Újrajátszás   |            |              |
| Hardy         | 2–0        | Sandnes Ulf  |

A Fredrikstad, a Lyn, a Djerv és a Kristiansund csapata mérkőzés nélkül továbbjutott.

## Harmadik kör
| 1. csapat    | Eredmény   | 2. csapat   |
| ------------ | ---------- | ----------- |
| Brann        | 1–8        | Skeid       |
| Frigg Oslo   | 1–0        | Djerv       |
| Jevnaker     | 2–2 (h.u.) | Fram Larvik |
| Kjelsås      | 0–2        | Mjøndalen   |
| Kristiansund | 8–0        | Veblungsnes |
| Larvik Turn  | 0–1        | Vigør       |
| Lillestrøm   | 8–1        | Speed       |
| Odd          | 3–1        | Flekkefjord |
| Steinkjer    | 1–2        | Neset       |
| Storm        | 3–1        | Moss        |
| Urædd        | 3–1        | Strong      |
| Viking       | 2–0        | Hardy       |
| Vålerengen   | 1–0        | Pors        |
| Ørn Horten   | 2–0        | Nydalen     |
| Újrajátszás  |            |             |
| Jevnaker     | 1–2 (h.u.) | Fram Larvik |

A Fredrikstad és a Lyn csapata mérkőzés nélkül továbbjutott.

## Negyedik kör
| 1. csapat    | Eredmény | 2. csapat  |
| ------------ | -------- | ---------- |
| Fram Larvik  | 0–3      | Vålerengen |
| Fredrikstad  | 7–0      | Storm      |
| Kristiansund | 1–3      | Lillestrøm |
| Lyn          | 1–2      | Ørn Horten |
| Mjøndalen    | 2–1      | Urædd      |
| Neset        | 0–2      | Odd        |
| Skeid        | 4–5      | Viking     |
| Vigør        | 3–2      | Frigg Oslo |

## Negyeddöntők
| 1. csapat  | Eredmény   | 2. csapat   |
| ---------- | ---------- | ----------- |
| Mjøndalen  | 4–2        | Lillestrøm  |
| Odd        | 4–5 (h.u.) | Fredrikstad |
| Viking     | 4–0        | Ørn Horten  |
| Vålerengen | 0–1        | Vigør       |

## Elődöntők
| 1. csapat   | Eredmény | 2. csapat |
| ----------- | -------- | --------- |
| Fredrikstad | 2–0      | Viking    |
| Vigør       | 0–2      | Mjøndalen |

## Döntő
| 1938. október 16. |

| Fredrikstad                                    | 3–2 (h. u.) | Mjøndalen              |
| ---------------------------------------------- | ----------- | ---------------------- |
| Larsen 5' Brynildsen 40' (11-esből) Ileby 110' |             | Halvorsen 60' Hval 63' |

| Briskeby Stadion, Hamar Nézőszám: 12 000 Játékvezető: Finn Amundsen (Lyn) |